# 真如苑
真如苑，全名「宗教法人　真如苑」，是由開祖伊藤真乘（1906年 －1989年）依日本空海法師師承中國惠果大師之佛教法脈於1936年所創立。

## 創立
伊藤真乘（1906年 －1989年），1935年12月28日，迎請相傳由運慶佛師以一刀三禮所謹刻的大日大聖不動明王尊像，隔年2月8日，與妻伊藤友司一同立志奉修佛道。之後，於醍醐寺出家得度，修畢在家法流大法－「惠印灌頂」及出家法流大法－「金胎兩部傳法灌頂」，承繼真言宗傳統法流血脈，登上「大阿闍梨位後，於1936年創立了誠教團，後在1951年改名為真如苑。
伊藤真乘「真如」是佛教所說的真實、本來面目之意，「苑」是沒有圍籬的庭園）。

## 開祖
伊藤真乘（1906年－1989年），曾於東京都立川市立川飛機製造廠擔任航空技術師。1932年與伊藤友司結婚。1936年與妻子一同立志修佛，1936年5月19日於真言宗醍醐派總本山醍醐寺出家。1989年7月19日逝世，享年83歲。

## 教義
以《大般涅槃經》為依據，奉久遠常住釋迦牟尼佛如來為本尊，結合傳統佛教的法會和修行方式，配合密教中強調「教法」與「實踐」並重的精神，透過真如苑獨有的「冥想行」、「接心修行」，從日常生活中紓解克服苦痛，讓眾生心中的佛性能顯現光芒，以達到常樂我淨的境界為為修行目標，並於家庭、工作中身體力行大乘利他的精神。

## 苑主

### 第一代苑主
伊藤友司（1912年－1967年），伊藤真乘之妻。1951年教團改名為真如苑時，擔任第一代苑主。1967年8月6日於真如苑關西本部遷化，享年55歲。教徒稱其為「法母」。

### 繼主（依法流繼承的第一代苑主）
伊藤真聰，伊藤真乘之女，大學時主修宗教學，1965年自日本大正大學佛教學系畢業後，進入真如苑事務局工作，之後擔任真如苑青年會會長。1989年，開祖伊藤真乘遷化後，繼任真如苑苑主和真澄寺首座，教徒稱其為「繼主」。

## 修行
在真如苑中，以祈念、冥想為基礎的修行，包括「有相修行」及「無相修行」。修行者先要努力去發掘自己內在的佛性，然後確實掌握更深入的精進方針。

### 有相修行
修行者在寺院內，透由指導者所啟示的建言，活用於生活中。

### 無相修行
係指將「有相修行」所得到的啟示，活用於體察身邊所發生的一切，轉而以「感謝為悟道的基礎」，努力與周遭的人們融合，身體力行大乘佛教利他的菩提心行。

## 主要活動
- 1月：元旦會、成人式、寒修行。
- 2月：節分會、涅槃會。
- 3月：春季彼岸會、常住祭。
- 4月：降誕會。
- 5月：應現祭、夏威夷放水燈。
- 7月：盂蘭盆會。
- 8月：富士河口湖放水燈。
- 9月：祝賀敬老節、秋季彼岸會。
- 10月：齊燈護摩。
- 11月：一如祭。
- 12月：成道會、星供養。

## 大事年表
- 1935年12月28日：迎請大日大聖不動明王至位於東京都立川市南幸町的住宅。
- 1936年2月8日: 立教。
- 1936年5月19日；開祖伊藤真乘於真言宗醍醐派總本山醍醐寺得度受戒。
- 1938年10月3日：開祖伊藤真乘於東京都立川市建立真澄寺。
- 1939年10月27日：開祖伊藤真乘於真言宗醍醐派總本山醍醐寺，修畢在家修行法流之惠印灌頂。
- 1943年3月5日：開祖伊藤真乘於真言宗醍醐派總本山醍醐寺，修畢出家修行法流之金胎二部傳法灌頂。
- 1950年1月28日：《內外時報》創刊。
- 1950年8月20日：發生法難。
- 1951年6月21日：將教團命名為真如苑，開祖伊藤真乘就任教主，妻子伊藤友司為苑主。
- 1953年5月16日：真如苑取得日本文部大臣的認證，本部寺院真澄寺也取得東京都廳的認證。
- 1966年3月5日：醍醐寺總本山授予開祖伊藤真乘大僧正位階。
- 1967年8月6日：攝受心院伊藤友司遷化，真言宗醍醐派總本山醍醐寺追贈大僧正位。
- 1971年3月2日：海外第一座精舍－夏威夷精舍落成。
- 1985年9月8日：在日本以外的亞洲地區第一座寺院－真如苑台灣精舍落成。
- 1989年7月19日：開祖伊藤真乘遷化（享年83歲）。
- 1989年10月4日：開祖伊藤真乘之女伊藤真聰就任真如苑苑主。
- 1989年11月14日：在美國第一座寺院－真如苑洛杉磯精舍落成。
- 1992年3月28日：真言宗總本山醍醐寺授予苑主伊藤真聰大僧正位階。
- 2002年6月12－21日：與天主教共同舉辦的音樂會「千年的迴響」在歐洲公演。
- 2012年11月25日：在台北舉辦了「天地一心 濟攝護摩」祈福會[3]。

## 關連項目
- 醍醐寺
- 大般涅槃經

## 連結
- 真如苑公式サイト （页面存档备份，存于）
- Shinnyo-en （页面存档备份，存于）
- 真如苑台灣 (Shinnyo-En Taiwan) （页面存档备份，存于）